# Cebereakî, Romnî
Cebereakî (în ucraineană Чеберяки) este un sat în comuna Hlînsk din raionul Romnî, regiunea Sumî, Ucraina.

## Demografie
Componența lingvistică a localității Cebereakî
     Ucraineană (97,98%)
     Rusă (2,02%)
Conform recensământului din 2001, majoritatea populației localității Cebereakî era vorbitoare de ucraineană (97,98%), existând în minoritate și vorbitori de rusă (2,02%).